# Spisak osnovnih homeopatskih preparata
Spisak osnovnih homeopatskih preparata je sažeti pririkaz najćešže primenjivanih su homeopatski pripravaka, preparata ili lekovi sa njihovim uobičajenim nazivima i skraćenicama, supstance od kojih su napravljeni i toksičnim efektima.
Propisivanje homeopatskih preparat ne odgovara naučnim saznanjima, jer odgovarajuće studije ne pokazuju nikakvu medicinsku efikasnost koja znatno prevazilazi placebo efekat.
Osnovne supstance homeopatskih preparata mogu biti delovi biljaka, životinja, minerali, delovi tkiva, vitamini, nozodi iz patogena ili posebno tretirane supstance magnetima, svetlošću, bojei ili zvuku (tada se zovu imponderabilije) Osnovne supstance su često otrovne.
U homeopatiji je važno razređivanje i potenciranje. Razblaženja od 1 do 10 označena su rimskim brojevima X (1X = 1/10, 3X = 1/1.000, 6X = 1/1.000.000). Slično, razblaženja od 1 do 100 označena su rimskim brojevima C (1C = 1/100, 3C = 1/1.000.000, i tako dalje).
Toksičnost homeopatskog preparata zavisi od toga koliko je osnovna supstanca (materija) još uvek prisutno nakon homeopatskog razrjeđivanja ili da li se molekuli osnovne supstance uopšte mogu detektovati
U mnogim zemljama Zakon o lekovima zahteva registraciju za homeopatske preparat, ali ne i dokaz o medicinskoj efikasnosti.

## Spisak homeopatskih preparata
| Homeopatski preparat                                           | Skraćenica | Polazna supstanca | Način delovanja u nerazređenom stanju |
| -------------------------------------------------------------- | ---------- | --- | --- |
| Aconitum napellus (U Nemačkoj , Austriji recept do D3 ili C1)  | acon       | Zdrobljena i natopljena alkoholom, rascvetana plava monaška s korenom.                                                                                         | Svi delovi biljke sadrže alkaloid akonitin . Izuzetno jak i brz efekat trovanja. Smrtonosna doza: oko 1-2 grama.                                              |
| Allium cepa                                                    | Sve-c      | Tinktura, koja se proizvodi posebnim postupkom od zrelog, crvenog kuhinjskog luka.                                                                             | |
| Apis mellifera                                                 | apis       | Tinktura dobijena od ženke medonosne pčele ili (ređe) od čistog otrova pčele uklonjenog iz žaoke.                                                              | Ostaci insekata mogu sadržavati patogene. Otrov u ubodu pčele može izazvati teške alergijske reakcije.                                                        |
| Arnica montana                                                 | Arn        | Cvet brđanke ili arnike s korenom ili samo rizom i korenje, pripremljena u alkoholu.                                                                           | Izaziva iritaciju kože, oštećenje mišića i srčanu aritmiju .                                                                                                  |
| Arsenicum album                                                | ass        | Beli arsen | Vrlo toksičan a poznato je da je kancerogen. Smrtonosna doza 0,1 g.                                                                                           |
| Belladonna (U Nemačkoj , Austriji na recept do D3 ili C1 . )   | Bell       | Isceđeni sok zgnječenog, cveta, svežeg smrtonosnog velebilja sa korenom, koji se pomeša sa alkoholom.                                                          | Sadrži atropin . Smrtonosna doza 2-3 ploda za decu, 10-20 plodova za odrasle.                                                                                 |
| Bellis perennis                                                | Bell p     | Svež ceo krasuljak, uključujući koren, ubrane dok su u cvatu i natopljene alkoholom.                                                                           | Biljka koja sadrži saponine. |
| Bryonia alba                                                   | bry        | Sveži beli koren brija iskopan pre cvatnje | Delovi biljke su veoma otrovni. |
| Echinacea                                                      | Echi       | Tinktura od sveže ehinacee, rascvetale šišarke s korenom. | Echinacea angustifolia stimuliše imuni sistem. U pojedinačnim slučajevima moguće su alergijske reakcije .                                                     |
| Hypericum perforatum                                           | hiper      | Zdrobljena prava kantarion macerirana u alkoholu u vrijeme cvatnje.                                                                                            | Može izazvati fototoksičnost . |
| Lachesis muta                                                  | smejati se | Bushmaster zmijski otrov | Ugriz Bushmastera je smrtonosan bez medicinske pomoći. |
| Natrijum (Stari trgovački naziv: Natrum muriaticum)            | Nat-m      | Natrijum hlorid , NaCl | Natrijum hlorid je kuhinjska so. |
| Fosfor (U Nemačkoj i Austriji potreban je recept do D3 ili C1) | phos       | Žuti fosfor rastvoren u alkoholu. | Smrtonosna doza za ljude je 0,05 do 0,1 grama žutog fosfora.U završnoj fazi dovodi do teške žutice i zatajenja organa (posebno jetre, srca, bubrega, pluća ). |
| Silica terra                                                   | Sil        | Vodeni, polimerizovani silicijum dioksid (SiO 2 ·H 2 O) iz drobljenog gorskog kristala. Hahnemann propisuje drobljeni kameni kristal ili čisti bijeli pijesak. | Silicijumsko staklo. Otrovne manifestacije su nepoznate. |
| Sumpor                                                         | sumpor     | Hemijski prečišćeni sumpor razmućen laktozom i u prahu tako da je rastvorljiv u vodi i alkoholu.                                                               | Sumpor je bitan element za ljude, životinje i biljke. |
| Symphytum officinalis                                          | symph      | Sveži koren gaveza sakupljen pre cvatnje ili u jesen. | Sadrži pirolizidinske alkaloide koji imaju kancerogeno dejstvo. Zbog toga je prekinuta medicinska upotreba za gastrointestinalne tegobe.                      |
| Thuja occidenalis                                              | Thuj       | Sveže grane drveta života s lišćem (sakupljene pre početka cvatnje)                                                                                            | Vrlo toksično zbog toksičnosti tujona . Može uzrokovati oštećenje jetre i bubrega.                                                                            |

## Spoljašnje veze
|  | Molimo Vas, obratite pažnju na važno upozorenje u vezi sa temama iz oblasti medicine (zdravlja). |